# Zia Mohiuddin Dagar
Zia Mohiuddin Dagar (* 14. März 1929 in Udaipur; † 28. September 1990), auch bekannt als Z. M. Dagar oder Bade Ustad, war ein Rudra Vina-Spieler und ein Interpret der hindustanischen Musik, einer Unterart der klassischen indischen Musik aus dem Norden Indiens. Er gehörte zur 19. Generation der Dagar Familie, eine der ältesten und bedeutendsten Musikerfamilien der klassischen Musik Hindustans.
Zia Mohiuddin Dagar sorgte für eine Renaissance der Rudra vina als Solo-Konzertinstrument.

## Familie und Leben
Ustād Zia Mohiuddin Dagar stammt aus einer der bedeutendsten Musikerfamilien der klassischen Musik in Hindustan. Die Familie führt sich auf den Asketen Haridas Swami zurück. Sie waren ursprünglich Brahmanen und Hofmusiker in Jaipur, wechselten jedoch unter dem kunstliebenden Muhammad Shah (1702–1748) an den Mogulhof in Delhi, weshalb sie ihre Kaste aufgaben und Muslime wurden. Sie praktizieren von alters her den dagar vāņī (Dagar-Stil) mit Schwerpunkt auf dem Alap und einer melodiösen, vollen Stimmführung, dem sie auch ihr Patronymikon Dagar verdanken. Nach ihnen ist der Gesangsstil Dagar Gharana benannt.
Er ist der Sohn von Ustād Ziauddin Khan Dagar, dem Hofmusiker des Maharadscha von Udaipur, der ihn auch ausbildete. Der Vokalist Zia Fariduddin Dagar ist sein jüngerer Bruder. Im Alter von sieben Jahren begann sein Vater ihn sowohl in Vokal- als auch in Instrumentalmusik auszubilden. Neben der Gesangsausbildung im klassischen Dhrupad lernte er auch das Spielen von klassischen Instrumenten wie der Sitar, der Sarod, der Surbahar und der Veena.
Die Dagar sind für ihre elegante, intellektuelle Form des Dhrupad berühmt. Z. M. Dagar brach als erstes Familienmitglied mit dieser langen Tradition und widmete sich ganz dem Spielen der Rudra Vina. Nach eigener Aussage, um dieses alte Instrument, welches bisher traditionellerweise nicht öffentlich gespielt wurde, vor dem Vergessen zu bewahren.
Im Alter von 16 Jahren gab er sein erstes Konzert. Schon früh fing er an, die Rudra vina zu modifizieren und verbesserte so die Resonanz und Klanghaltigkeit. Durch diese Modifikationen war das Instrument zu schwer, um es in der üblichen nördlichen Haltung (mit einer Kalebasse auf der linken Schulter) zu halten, also spielte er stattdessen in der südlichen Haltung, Gayaki genannt, mit einer Kalebasse auf dem Boden und einer auf dem linken Knie. Obwohl er mit der Rudra-Vina viel experimentierte, behielt er die Spielarten, die schon von seinen Vorfahren entwickelt und populär gemacht worden waren, bei. Sein Spiel widmete sich den Grundaspekten der hinduistischen Musik. Hauptsächlich führte er Ragas in Form der Spielart Alap auf, da er diese als grundlegendste Form der Ragas empfand.
Zia Mohiuddin Dagar war der erste Musiker, der mit der Rudra vina außerhalb Indiens aufgetreten ist und weltweit Konzerte damit gab. Er wurde in der westlichen Welt sehr aktiv und wurde 1977 ein Mitglied der American Society of Eastern Arts in Berkeley, Kalifornien, wo er zwölf Wochen lang Unterricht anbot. Zia Mohiuddin Dagar unterrichtete als Gastprofessor außerdem viele Jahre an der University of Washington in Seattle und am Rotterdam Music Conservatory in den Niederlanden. Finanzielle Unterstützung erhielt er vom Center for World Music der National Endowment for the Arts und anderen Spendern.
1986 erhielt Zia Mohiuddin Dagar von der Regierung des Bundesstaates Madhya Pradesh die prestigeträchtige Auszeichnung Kalidas Samman für seinen Beitrag zur traditionellen Musik Nordindiens. Weitere Auszeichnungen waren unter anderen 1981 der Maharana Kumbha, der Preis der Sangeet Natak Akademi (Sangeet Natak Akademi Puraskar) und den Preis der Rajasthan Sangeet Natak Academy.
Zusammen mit seinem Bruder Zia Fariduddin Dagar gründete er 1982 ein Guruku, ein eigens entwickeltes Konzept des Gurus Shishya Parampara. Die Gurukul Dhrupad Kendra befand sich in Palaspa, einem Dorf in der Nähe von Panvel in Mumbai.
Zia Mohiuddin Dagar verstarb am 28. September 1990. Sein Sohn Bahauddin Dagar wurde ebenfalls ein Rudra vina-Spieler.

## Diskografie
| Alben                                                                |                    |           |      |
| Rudra Veena Recital (LP)                                             | His Master’s Voice | ECSD 2736 | 1974 |
| Morgonraga (LP, Album)                                               | MNW                | MNW 2F    | 1974 |
| Raga Mangeyabushan (LP, Album)                                       | Disques Alvarès    | LD 114    | 1974 |
| Raga Pancham Kosh (LP, Album)                                        | Auvidis            | AV 4514   | 1984 |
| Raga Chandrakauns (LP, Mono)                                         | His Master’s Voice | PMLP 3039 | 1989 |
| Raga Yaman (CD, Album)                                               | Nimbus Records     | NI 5276   | 1991 |
| Raga Shuddha Todi                                                    | Nimbus Records     |           | 1994 |
| Todi, Ahir Lalit, Panchamkauns (CD, Album)                           | Raga Records       | RAGA-219  | 1998 |
| Raga Yaman / Raga Shuddha Todi (2xCD, Album)                         | Nimbus Records     | NI 7047/8 | 2000 |
| Marwa, Bageshree (CD, Album)                                         | Raga Records       | RAGA-222  | 2001 |
| Z.M. Dagar* & Z.F. Dagar* - Raag Malkauns, Bombay 1968 (CD)          | Country & Eastern  | CE 02     | 2005 |
| Z.M. Dagar* & Z.F. Dagar* - Ragini Miyan Ki Todi (CD)                | Country & Eastern  | CE19      | 2011 |
| Zia Mohiuddin Dagar* & Pandit Taranath - Live in Stockholm 1969 (CD) | Country & Eastern  | CE36      | 2015 |